# Strange Beautiful Music
Strange Beautiful Music é o nono álbum de estúdio do guitarrista norte-americano Joe Satriani, gravado em 2002 com o selo Epic Records. O título do álbum é uma referencia a companhia publicitária que produziu este e outros álbuns do Satriani.

## Músicas
Todas as músicas foram escritas pelo Satriani, exceto a música "Sleep Walk", que foi escrita por Santo Farina, Johnny Farina
| N.º            | Título                | Compositor(es)              | Duração |  |
| 1.             | "Oriental Melody"     |                             | 3:56    |  |
| 2.             | "Belly Dancer"        |                             | 5:02    |  |
| 3.             | "Starry Night"        |                             | 3:55    |  |
| 4.             | "Chords of Life"      |                             | 4:13    |  |
| 5.             | "Mind Storm"          |                             | 4:12    |  |
| 6.             | "Sleep Walk"          | Santo Farina, Johnny Farina | 2:46    |  |
| 7.             | "New Last Jam"        |                             | 4:19    |  |
| 8.             | "Mountain Song"       |                             | 3:31    |  |
| 9.             | "What Breaks a Heart" |                             | 5:20    |  |
| 10.            | "Seven String"        |                             | 4:02    |  |
| 11.            | "Hill Groove"         |                             | 4:10    |  |
| 12.            | "The Journey"         |                             | 4:09    |  |
| 13.            | "The Traveler"        |                             | 5:39    |  |
| 14.            | "You Saved My Life"   |                             | 5:02    |  |
| Duração total: | Duração total:        | Duração total:              | 60:22   |  |

| Bonus Tracks |                   |         |  |
| N.º          | Título            | Duração |  |
| 15.          | "The Eight Steps" | 5:44    |  |
| 16.          | "Slick"           | 3:41    |  |

## Músicos
- Joe Satriani – guitarras, guitarras de 7 cordas (faixas 5, 10), banjo (faixa 3), baixo, teclados (faixas 11, 14), sitar (faixa 2), Auto-harpa (faixa 2), produção
- Robert Fripp – Frippertronic guitar (faixa 6)
- Eric Caudieux – teclados (faixa 4), co-produção
- Jeff Campitelli – baterias, percussão (faixa 14)
- Gregg Bissonette – baterias (faixa 2)
- John Cuniberti – percussão (faixas 1–2, 5, 10–11), co-produção
- Matt Bissonette – baixo
- Pia Vai – harpa (faixa 4)
- Justin Phelps – assistente de engenharia, edição digital
- Bernie Grundman – masterização

## Prêmios e Indicações

### Músicas
| Ano  | Canção         | Prêmio               | Indicação                                             | Resultado | Observação | Ref.  |
| ---- | -------------- | -------------------- | ----------------------------------------------------- | --------- | ---------- | ----- |
| 2003 | "Starry Night" | Grammy Awards        | Best Rock Instrumental Performance                    | Indicado  |            | [ 2 ] |
| 2013 | Seven String   | Revista Guitar World | The 10 Greatest Seven-String Guitar Songs of All Time | incluída  | 5a posição | [ 3 ] |

## Paradas Musicais

### Álbum
| Ano  | Ranking              | Posição |
| ---- | -------------------- | ------- |
| 2002 | The Billboard 200    | #140    |
| 2002 | SNEP                 | #38     |
| 2002 | Schweizer Hitparade  | #78     |
| 2002 | MegaCharts           | #84     |
| 2002 | Media Control Charts | #92     |